# Deutsche Tourenwagen Masters
Deutsche Tourenwagen Masters, poznato i pod nazivom DTM, natjecanje je automobila koje se održava pretežno u Njemačkoj, ali i na još nekim trkaćim stazama u Europi.

## Povijest
Ova je trkaća serija počela 1984. pod nazivom Deutsche Tourenwagen Meisterschaft, a 1995. postaje International Touring Car Championship, da bi 1996. godine prestala zbog velikih troškova. DTM ponovno oživljava kao Deutsche Tourenwagen Masters 2000. godine. Trenutačno u prvenstvu sudjeluju dva proizvođača automobila - Audi i BMW dok su tijekom povijesti još sudjelovali Mercedes, Alfa Romeo, Ford, Opel, Rover, Volvo i Chevrolet.

## Dosadašnja prvenstva

### Prvenstvo za vozače
| Sezona                                 | Prvak                              | Automobil                          | Viceprvak                          | Automobil                          | Trećeplasirani                     | Automobil                          |
| Deutsche Tourenwagen Meisterschaft     | Deutsche Tourenwagen Meisterschaft | Deutsche Tourenwagen Meisterschaft | Deutsche Tourenwagen Meisterschaft | Deutsche Tourenwagen Meisterschaft | Deutsche Tourenwagen Meisterschaft | Deutsche Tourenwagen Meisterschaft |
| -------------------------------------- | ---------------------------------- | ---------------------------------- | ---------------------------------- | ---------------------------------- | ---------------------------------- | ---------------------------------- |
| 1984.                                  | Volker Strycek                     | BMW 635CSi                         | Olaf Manthey                       | Rover Vitesse                      | Harald Grohs                       | BMW 635CSi                         |
| 1985.                                  | Per Stureson                       | Volvo 240 Turbo                    | Olaf Manthey                       | Rover Vitesse                      | Harald Grohs                       | BMW 635CSi                         |
| 1986.                                  | Kurt Thiim                         | Rover Vitesse                      | Volker Weidler                     | Mercedes-Benz 190E                 | Kurt König                         | BMW M3                             |
| 1987.                                  | Eric van de Poele                  | BMW M3                             | Manuel Reuter                      | Ford Sierra RS500                  | Marc Hessel                        | BMW M3                             |
| 1988.                                  | Klaus Ludwig                       | Ford Sierra RS500                  | Roland Asch                        | Mercedes-Benz 190E                 | Armin Hahne                        | Ford Sierra RS500                  |
| 1989.                                  | Roberto Ravaglia                   | BMW M3                             | Klaus Niedzwiedz                   | Ford Sierra RS500                  | Fabien Giroix                      | BMW M3                             |
| 1990.                                  | Hans-Joachim Stuck                 | Audi V8                            | Johnny Cecotto                     | BMW M3                             | Kurt Thiim                         | Mercedes-Benz 190E                 |
| 1991.                                  | Frank Biela                        | Audi V8                            | Klaus Ludwig                       | Mercedes-Benz 190E                 | Hans-Joachim Stuck                 | Audi V8                            |
| 1992.                                  | Klaus Ludwig                       | Mercedes-Benz 190E                 | Kurt Thiim                         | Mercedes-Benz 190E                 | Bernd Schneider                    | Mercedes-Benz 190E                 |
| 1993.                                  | Nicola Larini                      | Alfa Romeo 155 V6 TI               | Roland Asch                        | Mercedes-Benz 190E                 | Bernd Schneider                    | Mercedes-Benz 190E                 |
| 1994.                                  | Klaus Ludwig                       | Mercedes-Benz C-Class              | Jörg van Ommen                     | Mercedes-Benz C-Class              | Nicola Larini                      | Alfa Romeo 155 V6 TI               |
| 1995.                                  | Bernd Schneider                    | Mercedes-Benz C-Class              | Jörg van Ommen                     | Mercedes-Benz C-Class              | Klaus Ludwig                       | Opel Calibra                       |
| International Touring Car Series       |                                    |                                    |                                    |                                    |                                    |                                    |
| 1995.                                  | Bernd Schneider                    | Mercedes-Benz C-Class              | Jan Magnussen                      | Mercedes-Benz C-Class              | Dario Franchitti                   | Mercedes-Benz C-Class              |
| International Touring Car Championship |                                    |                                    |                                    |                                    |                                    |                                    |
| 1996.                                  | Manuel Reuter                      | Opel Calibra                       | Bernd Schneider                    | Mercedes-Benz C-Class              | Alessandro Nannini                 | Alfa Romeo 155 V6 TI               |
| Deutsche Tourenwagen Masters           |                                    |                                    |                                    |                                    |                                    |                                    |
| 2000.                                  | Bernd Schneider                    | Mercedes-Benz CLK                  | Manuel Reuter                      | Opel Astra                         | Klaus Ludwig                       | Mercedes-Benz CLK                  |
| 2001.                                  | Bernd Schneider                    | Mercedes-Benz CLK                  | Uwe Alzen                          | Mercedes-Benz CLK                  | Peter Dumbreck                     | Mercedes-Benz CLK                  |
| 2002.                                  | Laurent Aïello                     | Audi TT                            | Bernd Schneider                    | Mercedes-Benz CLK                  | Mattias Ekström                    | Audi TT                            |
| 2003.                                  | Bernd Schneider                    | Mercedes-Benz CLK                  | Christijan Albers                  | Mercedes-Benz CLK                  | Marcel Fässler                     | Mercedes-Benz CLK                  |
| 2004.                                  | Mattias Ekström                    | Audi A4                            | Gary Paffett                       | Mercedes-Benz C-Class              | Christijan Albers                  | Mercedes-Benz C-Class              |
| 2005.                                  | Gary Paffett                       | Mercedes-Benz C-Class              | Mattias Ekström                    | Audi A4                            | Tom Kristensen                     | Audi A4                            |
| 2006.                                  | Bernd Schneider                    | Mercedes-Benz C-Class              | Bruno Spengler                     | Mercedes-Benz C-Class              | Tom Kristensen                     | Audi A4                            |
| 2007.                                  | Mattias Ekström                    | Audi A4                            | Bruno Spengler                     | Mercedes-Benz C-Class              | Martin Tomczyk                     | Audi A4                            |
| 2008.                                  | Timo Scheider                      | Audi A4                            | Paul di Resta                      | Mercedes-Benz C-Class              | Mattias Ekström                    | Audi A4                            |
| 2009.                                  | Timo Scheider                      | Audi A4                            | Gary Pafett                        | Mercedes-Benz C-Class              | Paul di Resta                      | Mercedes-Benz C-Class              |
| 2010.                                  | Paul di Resta                      | Mercedes-Benz C-Class              | Gary Pafett                        | Mercedes-Benz C-Class              | Bruno Spengler                     | Mercedes-Benz C-Class              |
| 2011.                                  | Martin Tomczyk                     | Audi A4 DTM 2008                   | Mattias Ekström                    | Audi A4 DTM 2009                   | Bruno Spengler                     | AMG-Mercedes C-Klasse 2009         |
| 2012.                                  | Bruno Spengler                     | BMW M3 DTM                         | Gary Paffett                       | DTM AMG Mercedes C-Coupé           | Jamie Green                        | DTM AMG Mercedes C-Coupé           |
| 2013.                                  | Mike Rockenfeller                  | Audi RS5 DTM                       | Augusto Farfus                     | BMW M3 DTM                         | Bruno Spengler                     | BMW M3 DTM                         |
| 2014.                                  | Marco Wittmann                     | BMW M4 DTM                         | Mattias Ekström                    | Audi RS5 DTM                       | Mike Rockenfeller                  | Audi RS5 DTM                       |
| 2015.                                  | Pascal Wehrlein                    | Mercedes-AMG C63 DTM               | Jamie Green                        | Audi RS5 DTM                       | Mattias Ekström                    | Audi RS5 DTM                       |
| 2016.                                  | Marco Wittmann                     | BMW M4 DTM                         | Edoardo Mortara                    | Audi RS5 DTM                       | Jamie Green                        | Audi RS5 DTM                       |
| 2017.                                  | René Rast                          | Audi RS5 DTM                       | Mattias Ekström                    | Audi RS5 DTM                       | Jamie Green                        | Audi RS5 DTM                       |
| 2018.                                  | Gary Paffett                       | Mercedes-AMG C63 DTM               | René Rast                          | Audi RS5 DTM                       | Paul di Resta                      | Mercedes-AMG C63 DTM               |
| 2019.                                  | René Rast                          | Audi RS5 Turbo DTM                 | Nico Müller                        | Audi RS5 Turbo DTM                 | Marco Wittmann                     | BMW M4 Turbo DTM                   |

## Utrke DTM-a
| - Red Bull Ring (A1-Ring, Spielberg) - Salzburgring - Spa-Francorchamps - Circuit Zolder - Autódromo José Carlos Pace (Interlagos) - Automotodrom Brno (Masaryk) - Helsinki Thunder - Circuit de Dijon-Prenois - Le Mans Bugatti Circuit - Circuit de Nevers Magny-Cours - Adria International Raceway - Autodromo Internazionale del Mugello - Suzuka International Racing Course | - Shanghai Pudong Street Circuit - Hungaroring - Circuit Park Zandvoort - Alemannenring (Singen) - Deutschland AVUS (Berlin) - Flugplatz Diepholz - Fliegerhorst Erding - EuroSpeedway Lausitz - Hockenheimring - Flugplatz Mainz-Finthen - Norisring - Nürburgring | - Showevent Olympiastadion München - Motorsport Arena Oschersleben - Sachsenring - Siegerlandring - Fliegerhorst Wunstorf - Circuito do Estoril - Moscow Raceway - Circuit de Catalunya (Barcelona) - Circuit Ricardo Tormo (Valencia) - Istanbul Otodrom Circuit - Brands Hatch - Donington Park |

## Vanjske poveznice
- Svjetsko prvenstvo turističkih automobila (WTCC)
- Službene stranice  Arhivirana inačica izvorne stranice od 16. kolovoza 2009. (Wayback Machine)